# Ping Pong (manga)
Ping Pong (ピンポン Pin Pon?), es un manga de género deportivo creado por Taiyō Matsumoto, está enfocado en el tenis de mesa. Fue serializado en la revista Big Comic Spirits de la editorial Shogakukan desde 1996 hasta el año de 1997, recopilada en cinco volúmenes tankōbon. En 2002 el manga fue adaptado a una película de acción real. Una serie de anime para televisión
fue producida por el estudio Tatsunoko Production, fue dirigida por Masaaki Yuasa; la serie salió al aire entre el 11 de abril de 2014 hasta el 20 de junio de 2014 en el bloque noitaminA del canal japonés Fuji TV. El anime fue licenciado en Estados Unidos por Funimation.

## Argumento
A pesar de tener muy diferentes personalidades, los jóvenes de preparatoria Yutaka Hoshino llamado Peco y Makoto Tsukimoto apodado Smile, han sido amigos desde la infancia. Ambos son unos talentosos deportistas miembros del club de tenis de mesa de la Preparatoria Katase. Peco es derrotado por un estudiante de intercambio de China, esto le causa tal devastación que deja de practicar y se aleja. Por otro lado, la personalidad de Smile le impide ganar contra Peco; pero el entrenador Jō está consciente del potencial del joven e intenta motivarlo para vencer todos sus obstáculos.

## Personajes
Yutaka Hoshino/Peco (星野 裕/ペコ Hoshino Yutaka/Peko?)
Voz por: Fukujūro Katayama (japonés), Aaron Dismuke (inglés)
Uno de los protagonistas de la historia y amigo de la infancia de Smile. Peco es un chico ruidoso y despreocupado. Es considerado unos de los mejores jugadores de tenis de mesa de la Preparatoria Katase, pero las sorpresivas derrotas le orillan a dejar de entrenar y practicar el deporte.
Makoto Tsukimoto/Smile (月本 誠/スマイル Tsukimoto Makoto/Sumairu?)
Voz por: Kōki Uchiyama (japonés), Micah Solusod (inglés)
El segundo personaje protagonista; es un joven tranquilo y reservado, irónicamente apodado Smile. Es un jugador bastante habilidoso que en ocasiones pierde la compostura al intentar ganar. Sin embargo, este talento es apreciado y reconocido por el entrenador y el capitán del equipo de tenis de mesa.
Jō Koizumi/Butterfly Joe (小泉　丈/バタフライジョー Koizumi Jō/Batafurai Jō?)
Voz por: Yusaku Yara (japonés); Mark Stoddard (inglés)
Es el entrenador del equipo de tenis de mesa de la Preparatoria Katase. Su comportamiento es de vez en cuando extraño, posee un alto sentido de la responsabilidad hacia el deporte y es exigente con los jugadores. Al ver el potencial de Smile en el deporte, decide ayudarlo a que se de cuenta de ello y apoyarlo por todos los medios necesarios.
Ryūichi Kazama/Dragon (風間 竜一/ドラゴン Kazama Ryūichi/Doragon?)
Voz por: Shunsuke Sakuya (japonés);  Marcus D. Stimac (inglés)
Es el capitán y jugador estrella del equipo Kaio. Kazama es un individuo pragmático que se toma bastante en serio ganar sobre todas las cosas. Sus habilidades y poder logran intimidar hasta a los oponentes de más alto nivel. Kazama intenta reclutar a Smile al equipo de tenis de mesa de Kaio al notar su potencial.
Manabu Sakuma/Demon (佐久間 学/アクマ Sakuma Manabu/Akuma?)
Voz por: Subaru Kimura (japonés);  Anthony Bowling (inglés)
Un rival de la infancia de Peco y miembro del equipo de tenis de mesa de Kaio. Sakuma no tiene un talento natural en el deporte pero trabaja duro en ello. Es bastante agresivo e intenta desesperadamente vencer a Peco.
Kong Wenge/China (孔 文革/チャイナ?)
Voz por: Wen Yexing (japonés);  Alan Chow (inglés)
Un estudiante transferido de China que fue expulsado de su equipo nacional de tenis de mesa. Su objetivo era regresar a su país tras redimirse. Es un joven con mucha confianza con sentimientos de vergüenza y resentimiento.
Obaba (オババ Obaba?)
Voz por: Masako Nozawa
Es la dueña de un dojo de tenis de mesa donde Smile y Peco entrenaban cuando eran niños y los cuidaba.

## Lanzamiento

### Manga
Ping Pong fue escrito por Taiyō Matsumoto y publicado por la editorial Shogakukan en la revista Big Comic Spirits, apareció de manera semanal desde 1996 hasta el año 1997. Los capítulos del manga fueron recopilados y lanzados en un paquete de 6 volúmenes desde julio de 1996 hasta agosto de 1997. Otra edición reformateada fue lanzada en 3 volúmenes entre julio de 2012 y agosto de 2012. La editorial Shogakukan relanzó nuevamente el manga en dos volúmenes en abril de 2014, titulado Ping Pong: Full Game No (ピンポン　フルゲームの Pin Pon furu gēmu no).

#### Lista de volúmenes
| N.º | Título      | Fecha de lanzamiento    | ISBN original   |
| --- | ----------- | ----------------------- | --------------- |
| 1   | «Volumen 1» | 30 de julio de 1996     | ISBN 4091847366 |
| 2   | «Volumen 2» | 30 de noviembre de 1996 | ISBN 4091847374 |
| 3   | «Volumen 3» | 28 de febrero de 1997   | ISBN 4091847382 |
| 4   | «Volumen 4» | 30 de junio de 1997     | ISBN 4091847390 |
| 5   | «Volumen 5» | 30 de agosto de 1997    | ISBN 4091847404 |

### Anime
Una serie de anime para televisión fue producida por el estudio Tatsunoko Production, fue dirigida por Masaaki Yuasa; el anime salió al aire desde el 10 de abril de 2014 en la cadena japonesa Fuji TV en el bloque noitaminA. El tema de apertura es "Tada Hitori" (唯一人) interpretado por Bakudan Johnny y el tema de cierre es "Bokura ni Tsuite" (僕らについて) por Merengue. El anime puede ser visto a través del sitio web de Funimation.

#### Lista de episodios
| #  | Título | Estreno             |
| -- | --- | ------------------- |
| 1  | «El viento hace difícil escuchar» «Kazenooto ga jama o shite iru» (風の音がジャマをしている)                                                                          | 11 de abril de 2014 |
| 2  | «Smile es un robot» «Sumairu wa robotto» (スマイルはロボット) | 18 de abril de 2014 |
| 3  | «Tu vida en el tenis de mesa es revoltoso» «Takkyū ni jinsei o kakeru nante kimigawarui» (卓球に人生をかけるなんて気味が悪い)                                         | 25 de abril de 2014 |
| 4  | «La única forma de estar seguro de que no perderás es no pelear» «Zettai ni makenai yuiitsu no hōhō wa tatakawanai kotoda» (絶対に負けない唯一の方法は闘わないことだ) | 2 de mayo de 2014   |
| 5  | «¿Dónde he hecho mal?» «Doko de machigaeta?» (どこで間違えた?) | 9 de mayo de 2014   |
| 6  | «¡Tu amas este deporte más que nadie!» «Omae dare yori takkyū-sukijan yo! !» (おまえ誰より卓球好きじゃんよ!!)                                                         | 16 de mayo de 2014  |
| 7  | «Si, mi entrenador» «Iesu maikōchi» (イエス マイコーチ) | 23 de mayo de 2014  |
| 8  | «El héroe aparece» «Hīrō kenzan» (ヒーロー見参) | 30 de mayo de 2014  |
| 9  | «Voy a llorar un poco» «Sukoshi naku» (少し泣く) | 6 de junio de 2014  |
| 10 | «¡Creí que eras el héroe!» «Hīrōna nodarouga!!» (ヒーローなのだろうが!!)                                                                                              | 13 de junio de 2014 |
| 11 | «La sangre sabe a metal» «Chi wa tetsu no aji ga suru» (血は鉄の味がする)                                                                                             | 20 de junio de 2014 |